# Lauzach
Lauzach [lozak] est une commune française située dans le département du Morbihan, en région Bretagne.

## Géographie

### Situation
Lauzach fait partie du parc naturel régional du Golfe du Morbihan.
| Sulniac                 | Berric  |                |
| Theix La Trinité-Surzur | Lauzach | Noyal-Muzillac |
| Surzur                  |         | Ambon          |

### Hydrographie
Pour un article plus général, voir Réseau hydrographique du Morbihan.
La commune est située dans le bassin Loire-Bretagne. Elle est drainée par le Penerf, le Govello, le ruisseau de Kerbliher, le ruisseau de Trébénan et un autre petit cours d'eau,.
Le Pénerf, d'une longueur de 25 km, prend sa source dans la commune de Berric et se jette  dans l'Océan Atlantique en limite de Le Tour-du-Parc et de Damgan, après avoir traversé cinq communes. 

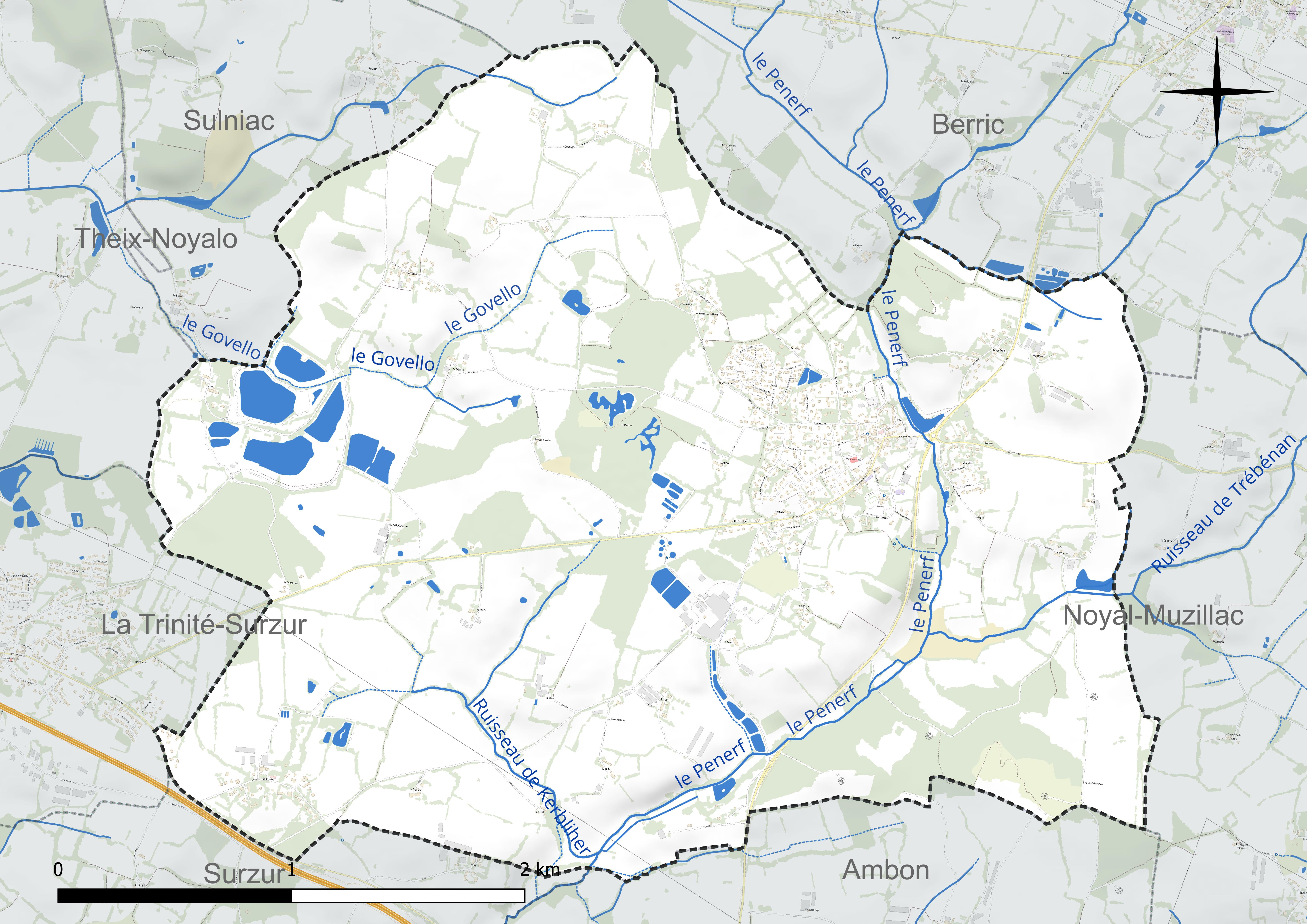
Réseau hydrographique de Lauzach.

### Climat
Pour des articles plus généraux, voir Climat de la Bretagne et Climat du Morbihan.
En 2010, le climat de la commune est de type climat océanique franc, selon une étude du CNRS s'appuyant sur une série de données couvrant la période 1971-2000. En 2020, Météo-France publie une typologie des climats de la France métropolitaine dans laquelle la commune est exposée à un climat océanique et est dans la région climatique  Bretagne orientale et méridionale, Pays nantais, Vendée, caractérisée par une faible pluviométrie en été et une bonne insolation. Parallèlement l'observatoire de l'environnement en Bretagne publie en 2020 un zonage climatique de la région Bretagne, s'appuyant sur des données de Météo-France de 2009. La commune est, selon ce zonage, dans la zone « Intérieur », exposée à un climat médian, à dominante océanique.  
Pour la période 1971-2000, la température annuelle moyenne est de 11,9 °C, avec une amplitude thermique annuelle de 12,2 °C. Le cumul annuel moyen de précipitations est de 867 mm, avec 12,6 jours de précipitations en janvier et 6,5 jours en juillet. Pour la période 1991-2020, la température moyenne annuelle observée sur la station météorologique la plus proche, située sur la commune de Questembert à 9 km à vol d'oiseau, est de 12,0 °C et le cumul annuel moyen de précipitations est de 1 095,5 mm,. Pour l'avenir, les paramètres climatiques de la commune estimés pour 2050 selon différents scénarios d'émission de gaz à effet de serre sont consultables sur un site dédié publié par Météo-France en novembre 2022.

## Urbanisme

### Typologie
Au 1er janvier 2024, Lauzach est catégorisée bourg rural, selon la nouvelle grille communale de densité à sept niveaux définie par l'Insee en 2022.
Elle est située hors unité urbaine. Par ailleurs la commune fait partie de l'aire d'attraction de Vannes, dont elle est une commune de la couronne,. Cette aire, qui regroupe 47 communes, est catégorisée dans les aires de 50 000 à moins de 200 000 habitants,.

### Occupation des sols
L'occupation des sols de la commune, telle qu'elle ressort de la base de données européenne d’occupation biophysique des sols Corine Land Cover (CLC), est marquée par l'importance des territoires agricoles (80,3 % en 2018), en diminution par rapport à 1990 (85,4 %). La répartition détaillée en 2018 est la suivante : 
terres arables (34 %), zones agricoles hétérogènes (27,9 %), prairies (18,5 %), forêts (10,1 %), zones urbanisées (5,8 %), mines, décharges et chantiers (3,8 %). L'évolution de l’occupation des sols de la commune et de ses infrastructures peut être observée sur les différentes représentations cartographiques du territoire : la carte de Cassini (XVIIIe siècle), la carte d'état-major (1820-1866) et les cartes ou photos aériennes de l'IGN pour la période actuelle (1950 à aujourd'hui).

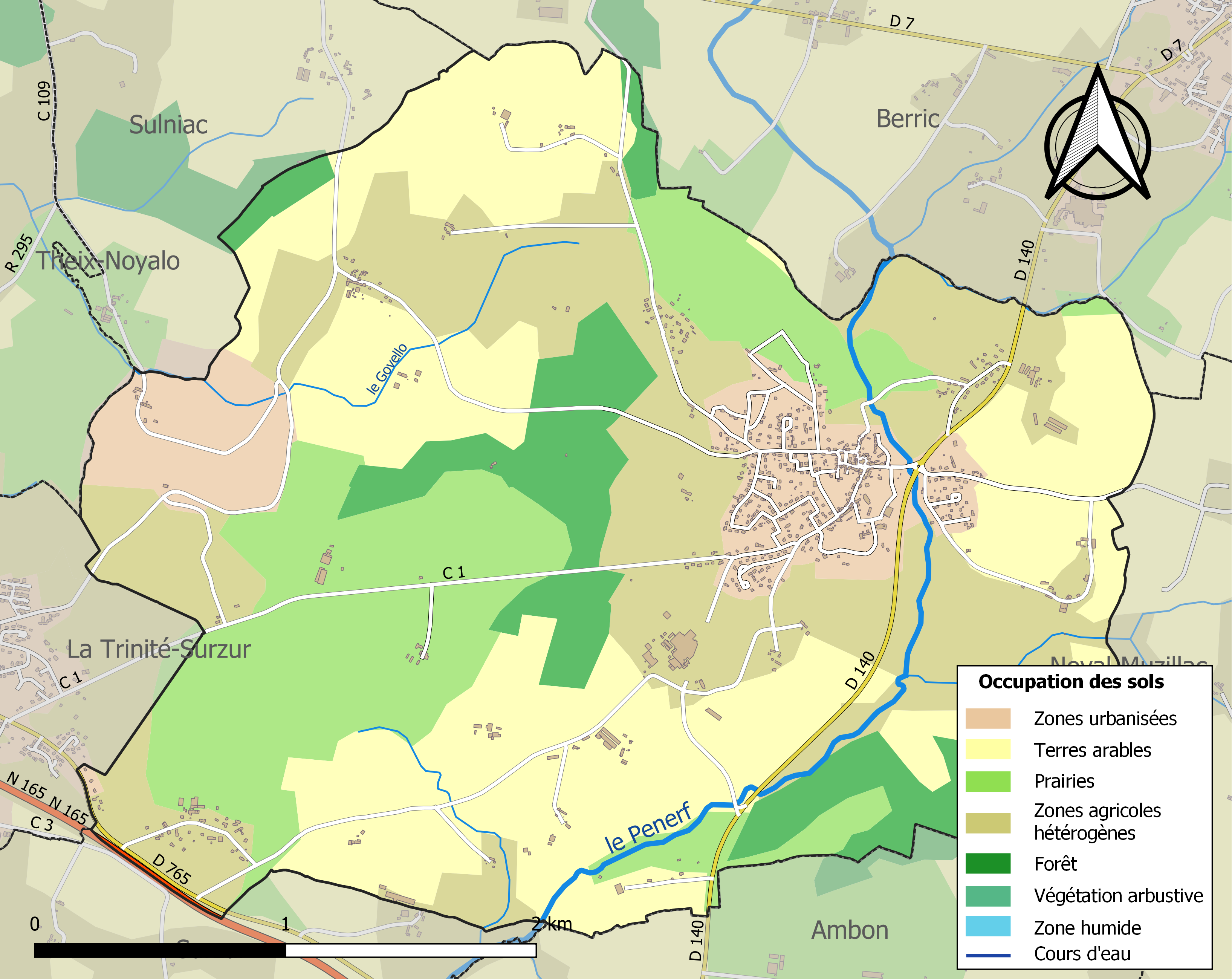
Carte des infrastructures et de l'occupation des sols de la commune en 2018 (CLC).

## Toponymie
Le nom de la localité est attesté sous les formes Lausa en 1330 ; Lauza en 1387 ; Lauzac en 1793 ; Lauzach en 1823.
"Lauzach" est très probablement la forme agglutinée de l'ozac'h, qui désigne le chef de famille en breton.
Le "c’h" est une lettre de l’alphabet breton qui se prononce comme la jota [ro-ta] en langue espagnole ou le CH en langue allemande. Cela se prononce donc comme un « rhe » accentué et guttural. C'est probablement la raison pour laquelle dans les formes les plus anciennes le "c'h" a disparu quelques fois[réf. nécessaire].
La commune s'écrit Laozag en breton d'après la graphie proposée par l'OPB. Localement, le nom de la commune se prononce [lo:ɑ].

## Histoire
Lauzach semble être un fundus gallo-romain[réf. nécessaire]. Lauzach dépendait autrefois de la seigneurie de Rochefort, dont le possesseur jouissait, dans la paroisse, des privilèges de fondateur et de prééminencier.
Sous l'Ancien Régime, Lauzach dépend du doyenné de Péaule et de la sénéchaussée de Vannes. Lauzach est érigée en commune en 1790 du canton du Muzillac et du district de La Roche-Bernard.

## Politique et administration

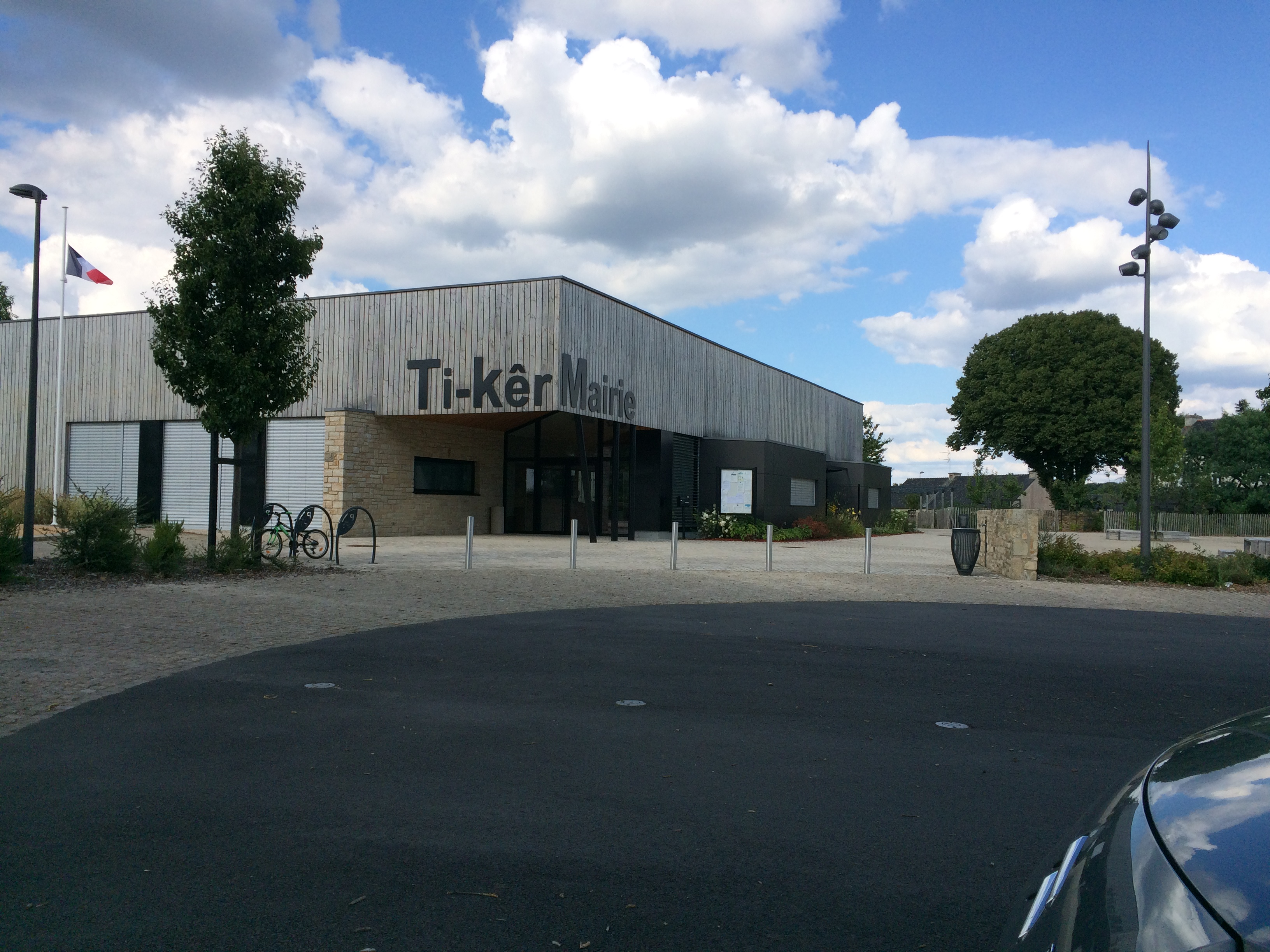
Le nouveau bâtiment de la Mairie (Ti-Kêr) inauguré en 2014

| Période                                  | Période          | Identité             | Étiquette | Qualité                                             |
| ---------------------------------------- | ---------------- | -------------------- | --------- | --------------------------------------------------- |
| 1989                                     | 1998             | Raymond Le Boulho    |           |                                                     |
| 2001                                     | mai 2005 (décès) | Roland Luherne       | DVD       | Agriculteur                                         |
| mai 2005 Réélu en 2008, 2014 et 2020     | En cours         | Patrice Le Penhuizic |           | Agriculteur, Président de la Communauté de communes |
| Les données manquantes sont à compléter. |                  |                      |           |                                                     |

## Démographie
L'évolution du nombre d'habitants est connue à travers les recensements de la population effectués dans la commune depuis 1793. Pour les communes de moins de 10 000 habitants, une enquête de recensement portant sur toute la population est réalisée tous les cinq ans, les populations de référence des années intermédiaires étant quant à elles estimées par interpolation ou extrapolation. Pour la commune, le premier recensement exhaustif entrant dans le cadre du nouveau dispositif a été réalisé en 2005.

En 2022, la commune comptait 1 237 habitants, en évolution de +9,18 % par rapport à 2016 (Morbihan : +3,82 %, France hors Mayotte : +2,11 %).
| 1793 | 1800 | 1806 | 1821 | 1831 | 1836 | 1841 | 1846 | 1851 |
| ---- | ---- | ---- | ---- | ---- | ---- | ---- | ---- | ---- |
| 437  | 347  | 362  | 418  | 368  | 382  | 412  | 432  | 425  |

| 1856 | 1861 | 1866 | 1872 | 1876 | 1881 | 1886 | 1891 | 1896 |
| ---- | ---- | ---- | ---- | ---- | ---- | ---- | ---- | ---- |
| 444  | 428  | 427  | 450  | 448  | 446  | 433  | 415  | 425  |

| 1901 | 1906 | 1911 | 1921 | 1926 | 1931 | 1936 | 1946 | 1954 |
| ---- | ---- | ---- | ---- | ---- | ---- | ---- | ---- | ---- |
| 458  | 479  | 488  | 476  | 434  | 417  | 407  | 403  | 376  |

| 1962 | 1968 | 1975 | 1982 | 1990 | 1999 | 2005 | 2006 | 2010 |
| ---- | ---- | ---- | ---- | ---- | ---- | ---- | ---- | ---- |
| 387  | 373  | 341  | 444  | 502  | 551  | 796  | 824  | 948  |

| 2015  | 2020  | 2022  | - | - | - | - | - | - |
| ----- | ----- | ----- | - | - | - | - | - | - |
| 1 122 | 1 177 | 1 237 | - | - | - | - | - | - |

## Culture et patrimoine

### Lieux et monuments
- Le Mémorial d’Indochine et de Corée ;
- Le four communal mis en service plusieurs fois par an ;
- La chapelle Notre-Dame-de-la-Clarté ;
- La chapelle Saint-Michel ;
- L'église paroissiale Sainte-Christine.

### Héraldique
|  | Les armoiries de Lauzach se blasonnent ainsi : D’azur au chevron d’or chargé d’un autre de gueules et accompagné en pointe d’une coquille du même, au chef d’hermine. Conc. B. Le Ny-Jegat. |

## Personnalités liées à la commune
- Pierre Nourry, né en 1743, village de Kerglérec à Lauzach, recteur de Bignan, écrivain de langue bretonne, il a traduit la bible en breton vannetais. Le parler breton local de Lauzach a été collecté dans les années 1980 par Patrick Le Besco et Yves Le Cerf pour le nouvel Atlas Linguistique de la Basse Bretagne de l'Université de Bretagne Occidentale. Lauzach est d'ailleurs la commune la plus orientale de Basse Bretagne .